# Peralillo
Peralillo ist eine Stadt und Gemeinde in der Provinz Colchagua in der Región del Libertador General Bernardo O’Higgins in Chile. Bei der Volkszählung im Jahr 2017 hatte sie 11.007 Einwohner. Die Gemeinde erstreckt sich über eine Fläche von 282,6 km².
Am 25. November 1902 wurde Peralillo per Oberstem Erlass der Stadttitel verliehen.

## Bevölkerung
Laut der Volkszählung des Nationalen Statistikinstituts von 2002 hatte Peralillo 9729 Einwohner (5007 Männer und 4722 Frauen). Von diesen lebten 5882 (60,5 %) in städtischen Gebieten und 3847 (39,5 %) in ländlichen Gebieten. Die Bevölkerung wuchs zwischen den Volkszählungen von 1992 und 2002 um 6,4 % (585 Personen). Im Jahr 2017 zählte man 11.007 Personen.

## Verwaltungsgliederung
Die Gemeinde Peralillo ist in 17 verschiedene Sektoren unterteilt:
- Peralillo
- Calleuque
- Los Cardos
- Los Parrones
- El Olivar – La Troya
- Puquillay
- Rinconada de Peralillo
- Población
- San Isidro – La Bomba
- Santa Ana
- Trinidad
- El Barco
- Santa Victoria
- Mata Redonda
- Molineros
- Quetecura
- Rinconada de Molineros